# Aloe torrei
Aloe torrei là một loài thực vật có hoa trong họ Măng tây. Loài này được Verd. & Christian mô tả khoa học đầu tiên năm 1946.